# Niels Ebbesen
Niels Ebbesen (1308 – 2 novembre 1340) è stato un militare danese.
Le informazioni sulla vita di Niels Ebbesen sono scarse. Apparteneva alla bassa nobiltà dello Jutland e divenne noto per aver ucciso il conte Gerardo III il Grande  nel 1340. La morte del conte portò all'ascesa al potere di Valdemaro IV, che divenne re di Danimarca. Ebbesen venne ucciso in battaglia pochi mesi dopo.
La sua figura in parte mitica venne utilizzata come esempio di eroe nazionale nel conflitto tra danesi e tedeschi del XIX secolo e nuovamente venne evocato durante l'occupazione nazista della Danimarca avvenuta nel corso della seconda guerra mondiale.